# Hồng Nguyên, Ngawa
Hồng Nguyên (chữ Hán giản thể: 红原县, âm Hán Việt: Hồng Nguyên huyện) là một huyện thuộc châu tự trị A Bá, tỉnh Tứ Xuyên, Cộng hòa Nhân dân Trung Hoa. Huyện này có diện tích 8398 km2, dân số năm 2002 là 40.000 người. Huyện Hồn Nguyên được chia thành 2 trấn và 9 hương.
- Trấn: Cung Khê, Loát Kinh Tự.
- Hương: An Khúc, Long Nhật, Ngõa Thiết, Nhưỡng Khẩu, Mạch Oa, Sắc Địa, Giang Nhĩ, Tuyên Nhĩ Mã.